# CG-2
La CG-2 (Carretera General 2) és una carretera de la Xarxa de Carreteres d'Andorra que comunica Escaldes-Engordany amb la frontera amb França.
Aquesta carretera té inici a la rotonda d'Encamp, a la CG-1 i finalitza al Túnel de les dos Valires amb la frontera (N22). També és anomenada Carretera de França.
Al límit parroquial entre Andorra la Vella i Escaldes-Engordany, a la intersecció amb el Carrer de la Unió, hi ha ubicat el quilòmetre 0 de la CG-1 i la CG-2. La carretera té un total de 33 quilòmetres.

## Història
Oberta al trànsit d'automòbils el 1933, la carretera s'anomenà N-2 entre 1960 i 1994.

### CG-2a
La CG-2a (Carretera General 2A) és una ruta general d'Andorra que connecta Grau Roig amb França passant per la via de peatge del Túnel d'Envalira a la Parròquia d'Encamp. Aquesta ruta permet descongestionar el flux de vehicles que passen pel Pas de la Casa per anar cap a Andorra la Vella. L'Agència de Mobilitat i Explotació de Carreteres (AMEC), és la responsable d'aquest eix.
Comissionat a partir de 2002, aquest eix es va classificar a la carretera principal el 2016.

## Recorregut
Aquesta carretera enllaça la capital del principat, Andorra la Vella amb la frontera francesa, passant al seu recorregut per diverses poblacions andorranes. La seua continuació en territori francès, rep el nom de N22, que la comunica amb la població de l'Ospitalet i Porta.

### Avinguda Carlemany
Paral·lelament a la CG-2 discorre l'Avinguda de Carlemany.

### Recorregut de la via
La carretera CG-2 travessa les següents poblacions:
- Encamp
- Meritxell
- Canillo
- El Vilar
- L'Aldosa
- La Costa
- El Tarter
- Soldeu
- El Pas de la Casa

| Parroquia | Tipus de sortida | Nom de la sortida                                | Carretera que hi enllaça |
| --------- | ---------------- | ------------------------------------------------ | ------------------------ |
| Escaldes  | Sortida          | Rotonda amb Carrer de la Unió (Escaldes)         | CG-1 CG-2                |
| Escaldes  | Sortida          | Rotonda amb Carrer Ciutat de Sabadell (Escaldes) |                          |
| Escaldes  | Sortida          | Rotonda, Engolasters                             | CS-200                   |
| Encamp    | Túnel            | Rotonda, Túnel de les dos Valires                | CG-3                     |
| Emcamp    | Benzina          | Estació de Servei CEPSA                          |                          |
| Encamp    | Sortida          | Rotonda                                          |                          |
| Encamp    | Túnel            | Túnel de Ràdio Andorra (180 m)                   |                          |
| Encamp    | Sortida          | Rotonda amb Avinguda de Joan Martí (Encamp)      |                          |
| Encamp    | Benzina          | Benzinera CEPSA i ELF                            |                          |
| Encamp    | Sortida          | Rotonda d'accés a Encamp                         |                          |
| Canillo   | Sortida          | Rotonda, Av. de François Mitterrand (Encamp)     |                          |
| Canillo   | Sortida          | Rotonda, Església Santa Maria de Meritxell       | CS-230                   |
| Canilllo  | Benzina          | Benzinera                                        |                          |
| Canillo   | Sortida          | Ordino                                           | CS-240                   |
| Canillo   | Sortida          | Rotonda, Carrer Major (Canillo) / GrandValira    | CS-250                   |
| Canillo   | Sortida          | Rotonda, Carrer Prat del Riu (Canillo)           |                          |
| Canillo   | Sortida          | Rotonda, Sant Antoni de l'Aldosa                 |                          |
| Canillo   | Sortida          | Rotonda, Ransol                                  | CS-262                   |
| Canillo   | Sortida          | Accés a El Tarter                                | CS-265 CS-266            |
| Encamp    | Peatge           | Peatge                                           |                          |
| Encamp    | Túnel            | Túnel d'Envalira                                 |                          |
| Encamp    | Sortida          | El Pas de la Casa                                |                          |
| Frontera  | Peatge · Peatge  | Frontera Andorra - França                        | CG-2 N22                 |

## Projectes
Encamp, Eixample i rectificació: Millora de la secció transversal i eixample de la carretera CG-2 en el tram del Càmping Europa fins a la rotonda d'Encamp, en una zona molt muntanyosa i amb important ingerència amb els edificis existents i el riu. El costat esquerre de la secció (al llarg de la riba del riu) consisteix en un mur de formigó fundat mitjançant micro pilots. El costat dret de la secció està excavat en el vessant de la muntanya i s'estabilitza mitjançant formigó projectat i ancoratges de diverses capacitats. Construcció de tota la xarxa de serveis públics.

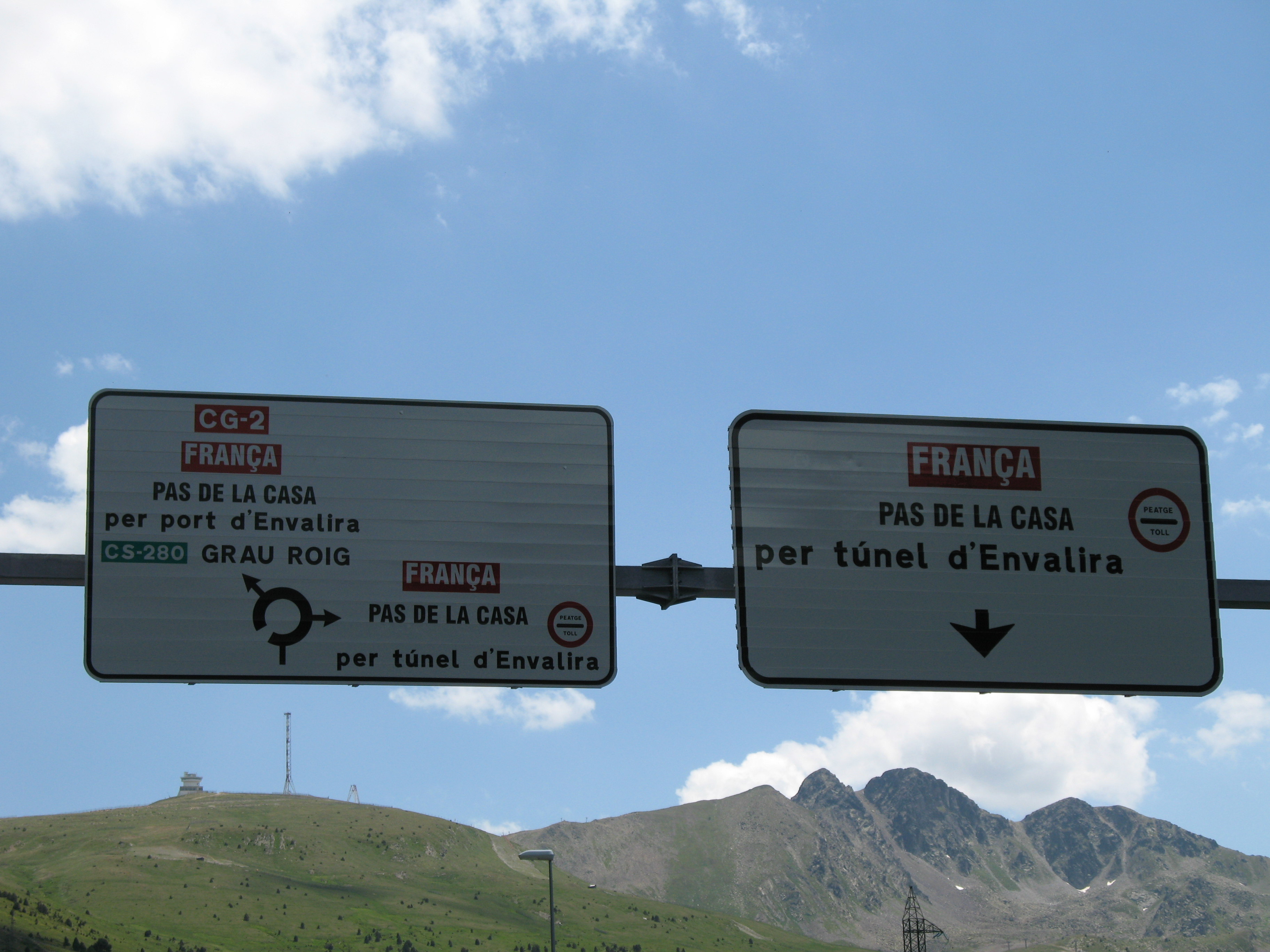
Enllaç de la CG-2 amb el Túnel d'Envalira (km23)

## Túnel de les Dos Valires
Sortint d'Escaldes-Engordany hi ha l'enllaç amb la CG-3 mitjançant el Túnel de les dos Valires. Aquesta carretera, la CG-3, duu cap a la Massana i Ordino.

## Túnel d'Envalira
Passant Soldeu i abans d'arribar al Pas de la Casa i la frontera amb França, al quilòmetre 23 de la CG-2, ens trobem dues opcions. La primera és accedir al Túnel d'Envalira que ens portarà fins a la N22 a la frontera amb França, aquesta opció és de peatge. La segona opció és anar per la carretera vella, amb molts revolts, fins al Pas de la Casa, aquesta opció és gratuita.

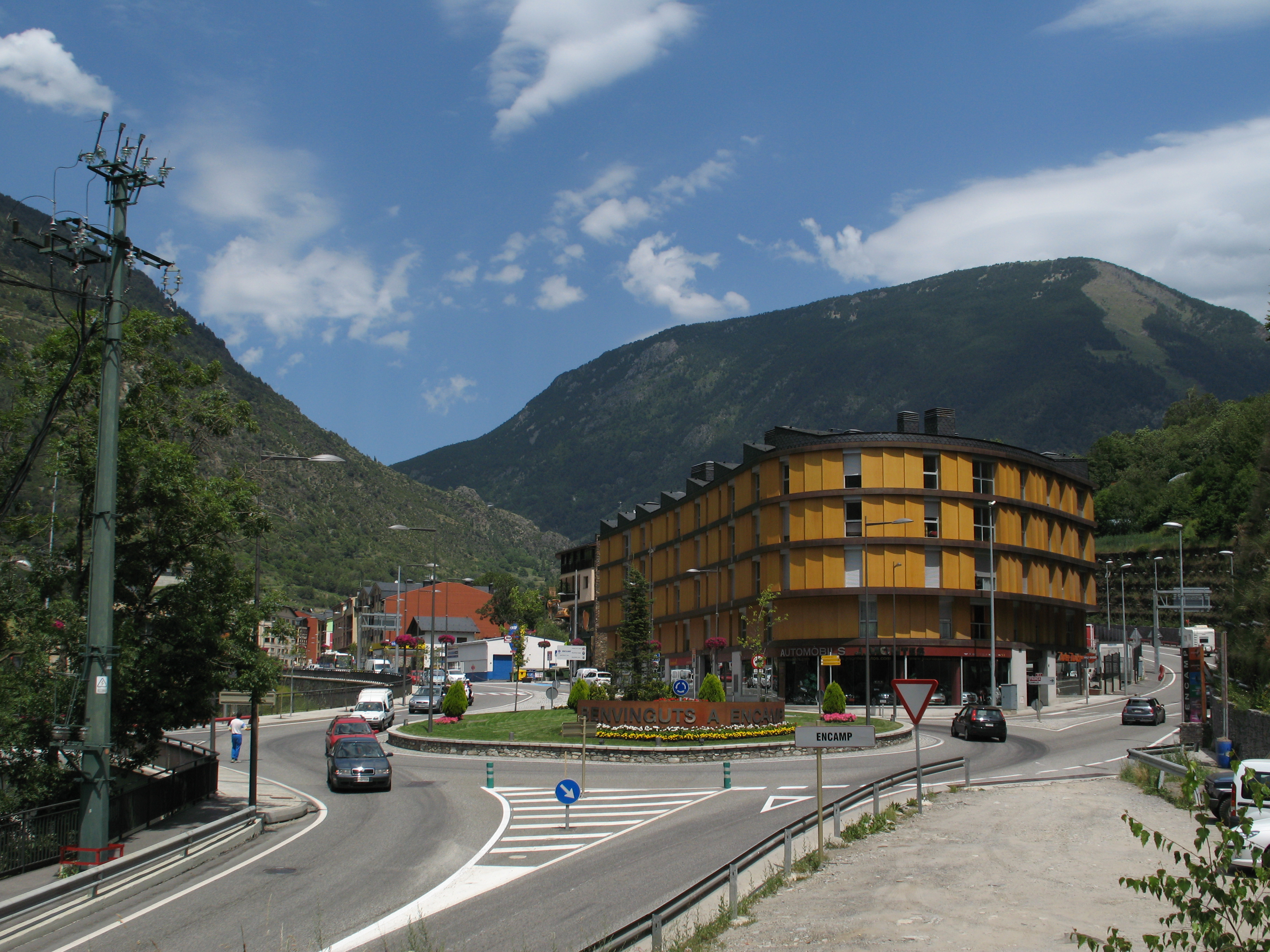
Rotonda d'Encamp a la CG-2 (km6)